# Canon de marine de 4,5 pouces QF Mark I - V
Le canon de marine de 4,5 pouces QF (en anglais QF 4.5 inch naval gun, QF signifiant quick-firing, tir rapide) est un canon naval de calibre 4,5 pouces (en réalité 4,45 pouces (113 mm)) fabriqué par les Britanniques. Ce calibre est le standard utilisé depuis 1938 par la Royal Navy pour un canon à moyenne portée pouvant tirer sur des cibles aériennes, marines et terrestres. Les Mark I à V sont utilisés jusque dans les années 1970, avant de laisser la place au canon de marine de 4,5 pouces Mark 8 (en).

## Versions
- QF Mark I: adopté après l'échec du projet d'un canon de 5 pouces, dont les projectiles se sont avérés trop lourds pour les magasiniers ;
- QF Mark II: utilisé sur terre par l'armée de terre britannique ;
- QF Mark III: identique au Mark I, avec un nouveau mécanisme de tir[4] ;
- QF Mark IV: utilisant des munitions en deux parties (charge et obus séparés), il équipe surtout de petits navires ;
- QF Mark V: développement du Mark IV spécifique à la lutte antiaérienne, il est contrôlé électriquement à distance et dispose d'un système de chargement automatique.

## Utilisateurs
- Empire britannique